# 崔亚丽
崔亚丽（1965年11月—），女，汉族，山东青岛人，中华人民共和国政治人物。现任西北大学生命科学学院教授，博士生导师，民盟陕西省委副主委。第十四届全国政协委员。